# Фельгенгауер Тетяна Володимирівна
Тетяна Володимирівна Фельгенгауер (справжнє прізвище — Шадрина; 6 січня 1985, Ташкент, Узбецька РСР, СРСР) — російська журналістка, кореспондент і ведуча програм радіостанції «Ехо Москви», заступник головного редактора. Пасербиця військового оглядача Павла Фельгенгауера.

## Біографія
Народилася в Ташкенті. Навчалася в московській школі № 875 (одним з викладачів якої був Олексій Венедиктов). Закінчила магістратуру Московського педагогічного університету за спеціальністю «соціологія політики». Співробітник радіостанції «Ехо Москви» більше 10 років. Перша поява в ефірі в якості кореспондента — в програмі Марини Корольової, присвяченої аварії в московській енергосистемі 2005 року. Ведуча програм «Ранковий розворот» (спільно з Матвієм Ганапольським) і «Особлива думка». Співведуча практично всіх інтерв'ю з Михайлом Горбачовим.
Основна ведуча програми «Особлива думка» за участі Костянтина Ремчукова, головного редактора і власника «Незалежної газети».
Лауреат премії Москви в галузі журналістики за 2010 рік (разом з Матвієм Ганапольським).
Учасник акцій протесту проти фальсифікації виборів на Болотяній площі і проспекті імені Сахарова, висвітлювала події в ефірі радіостанції.

### Замах
23 жовтня 2017 року в будинок радіостанції «Ехо Москви» увірвався чоловік з ножем і поранив Т. Фельгенгауер в горло. Після надання першої допомоги її відвезли до лікарні. Пізніше лікарі ввели її в штучну кому
Нападник був затриманий охороною радіостанції і переданий у руки поліції. За повідомленнями преси, нападником є громадянин Ізраїлю Борис Гриць. Порушено кримінальну справу про замах на вбивство.

## Особисте життя
У 2011 році була одружена з колишнім лідером фанатського об'єднання «Фратрія» Євгеном Сєлємєнєвим, шлюбний союз з яким тривав близько півроку. За власним визнанням, до шлюбу її тоді підштовхнув тиск громадської думки, але вона була щаслива в шлюбі.
Дітей немає.